# Анталь Ліка
Анталь Ліка (угор. Lyka Antal, нар. 29 травня 1908, Будапешт — пом. 6 жовтня 1976) — угорський футболіст, що грав на позиції півзахисника. По завершенні ігрової кар'єри — футбольний тренер. 
Виступав, зокрема, за клуб «Ференцварош», а також національну збірну Угорщини.
Триразовий чемпіон Угорщини. Володар Кубка Мітропи. Чемпіон Угорщини (як тренер). 

## Клубна кар'єра
У дорослому футболі дебютував 1926 року виступами за команду клубу «Ференцварош». У першому ж сезоні у команді завоював титул чемпіона Угорщини, хоча зіграв лише 2 матчі. Посеред сезону перейшов до складу клубу другого дивізіону «Шомодь». 
1927 року повернувся до «Ференцварош». У чемпіонському сезоні 1927—28 не зіграв у чемпіонаті жодного матчу, натомість у кубку країни відіграв у чвертьфінальній проти «Печ-Бараньї» (9:2), тому може вважатися переможцем трофею. Влітку 1928 року здобув з командою престижний міжнародний трофей — Кубок Мітропи, турнір для найсильніших клубів Центральної Європи. У чвертьфіналі команда розгромила югославський БСК — 7:0, 6:1, а у півфіналі була переможена австрійська «Адміра» (2:1, 1:0). Ліка зіграв в усіх цих матчах, але у фіналі проти австрійського «Рапіда» не потрапив у склад. «Ференцварош» завершив фінальні матчі з рахунками 7:1 і 3:5.
Сезон 1928—29 Анталь ще провів у ролі запасного, не часто з'являючись на полі. Натомість з наступного сезону і до 1935 року твердо грав у основі команди. Влітку 1929 року відправився з командою у турне Південною Америкою. Протягом липня-серпня 1929 року клуб провів 14 матчів проти клубних команд і національних збірних Бразилії, Уругваю і Аргентини, здобувши 6 перемог при 6 поразках і 2 нічиїх. Найбільш славною для «Ференцвароша» стала перемога з рахунком 3:2 над діючими дворазовими олімпійськими чемпіонами і майбутніми чемпіонами світу  — збірною Уругваю (щоправда, здобута без Анталя). Ліка зіграв у 8 матчах турне із 14.
В історичному чемпіонаті 1931–32, коли «Ференцварош» виграв в усіх матчах змагань, Ліка провів усі 22 матчі і забив 1 гол. Пам'ятною також стала перемога у фіналі Кубку Угорщини 1933 року. «Зелено-білі» за безпосередньої участі Анталя розгромили одного зі своїх головних конкурентів «Уйпешт» з рахунком 11:1. 
У чемпіонському сезоні 1934 року Ліка також був провідним гравцем своєї команди, пропустивши лише один матч. У 1935 році «Ференцварош» дістався фіналу Кубку Мітропи, де поступився празькій «Спарті». Як і сімома роками раніше, Ліка зіграв у складі своєї команди в усіх матчах на шляху до фіналу (проти італійської «Роми», чеського «Жиденіце» і австрійської «Аустрії»), але пропустив головний матч. 
Загалом у складі «Ференцвароша» Анталь Ліка у 1926–1937 роках зіграв 360 матчів і забив 11 голів. Серед них: 139 матчів і 2 голи у чемпіонаті, 18 у кубку Угорщини, 22 у Кубку Мітропи, 8 матчів і 1 гол у інших угорських турнірах, 173 матчі і 8 голів у міжнародних товариських матчах, 13 матчів у матчах змішаних команд. 
Завершив професійну ігрову кар'єру у клубі «Вайс Манфред», за команду якого виступав протягом 1938—1939 років.

## Виступи за збірну
1930 року дебютував в офіційних матчах у складі національної збірної Угорщини. Протягом кар'єри у національній команді, яка тривала 5 років, провів у формі головної команди країни 12 матчів.
Брав участь у матчах кубка Центральної Європи і відборі до чемпіонату світу 1934 року. У 1933 році також зіграв у грі проти збірної Нідерландів (5:6), що не входить до списку офіційних, адже угорська збірна виступала у ньому під назвою Угорська професіональна команда. 

## Кар'єра тренера
Розпочав тренерську кар'єру невдовзі по завершенні кар'єри гравця, 1942 року, очоливши тренерський штаб клубу «Ференцварош». Вдруге тренував команду у 1948–1950 роках, ставши чемпіоном країни 1949 року. Загалом у ролі головного тренера «зелено-білих» провів 117 матчів, серед яких 79 у чемпіонаті. 
Також очолював команди угорських і югославських клубів БСКРТ, «14 жовтня», «Чепель», «Дебрецен», «Воєводина» та «Вардар». Загалом у вищому дивізіоні угорського чемпіонату на рахунку Ліки 192 матчі у ролі головного тренера. 
Останнім місцем тренерської діяльності Ліки став луб «Веспремі Халадаш».
Помер 6 жовтня 1976 року на 69-му році життя.
| Дата       | Місто    | Господарі | Результат | Гості          | Турнір                   | Голи | Примітки |
| ---------- | -------- | --------- | --------- | -------------- | ------------------------ | ---- | -------- |
| 01/06/1930 | Будапешт | Угорщина  | 2 – 1     | Австрія        | товариський матч         | -    |          |
| 08/06/1930 | Будапешт | Угорщина  | 6 – 2     | Нідерланди     | товариський матч         | -    |          |
| 21/09/1930 | Відень   | Австрія   | 2 – 3     | Угорщина       | товариський матч         | -    |          |
| 28/09/1930 | Дрезден  | Німеччина | 5 – 3     | Угорщина       | товариський матч         | -    |          |
| 26/10/1930 | Будапешт | Угорщина  | 1 – 1     | Чехословаччина | товариський матч         | -    |          |
| 12/04/1931 | Будапешт | Угорщина  | 6 – 2     | Швейцарія      | Кубок Центральної Європи | -    |          |
| 03/05/1931 | Відень   | Австрія   | 0 – 0     | Угорщина       | Кубок Центральної Європи | -    |          |
| 08/11/1931 | Будапешт | Угорщина  | 3 – 1     | Швеція         | товариський матч         | -    |          |
| 24/04/1932 | Відень   | Австрія   | 8 – 2     | Угорщина       | товариський матч         | -    |          |
| 05/07/1933 | Сульна   | Швеція    | 5 – 2     | Угорщина       | товариський матч         | -    |          |
| 15/04/1934 | Відень   | Австрія   | 5 – 2     | Угорщина       | товариський матч         | -    |          |
| 29/04/1934 | Будапешт | Угорщина  | 4 – 1     | Болгарія       | Відбір до ЧС 1934        | -    |          |
| Усього     |          | Матчів    | 12        |                | Голів                    | 0    |          |

## Титули і досягнення

### Як гравця
- Володар Кубка Мітропи: 1928
- Чемпіон Угорщини: 1926–27, 1931–32, 1933–34
- Срібний призер Чемпіонату Угорщини: 1928–29, 1929–30, 1934–35, 1936–37
- Бронзовий призер Чемпіонату Угорщини: 1930–31, 1932–33, 1935–36
- Володар Кубка Угорщини: 1928, 1933, 1935
- Фіналіст Кубка Угорщини: 1931, 1932

### Як тренера
«Ференцварош»
- Чемпіон Угорщини: 1948–49